# Congregatie voor de Clerus
De Congregatie voor de Clerus was een congregatie van de Romeinse Curie.
Op 21 augustus 1564 werd de Sacra Congregatio Cardinalium Concilii Tridentini interpretum ingesteld als gevolg van een besluit van het Concilie van Trente. Zij werd verantwoordelijk gesteld voor aangelegenheden die priesters en diakens aangaan en werd het bevoegd gezag voor de religieuze opvoeding van katholieke gelovigen. Op 8 september 1908 werd een gedeelte van de (sinds 1601 bestaande) Heilige Congregatie voor bisschoppen en reguliere geestelijken opgenomen in de congregatie.
De naam van de congregatie werd op 1 januari 1968 gewijzigd in Heilige Congregatie voor de Clerus. Deze naam werd in 1984 gewijzigd in Congregatie voor de Clerus. 
Op 5 juni 2022 werd bij de invoering van de apostolische constitutie Praedicate Evangelium de structuur van de Romeinse Curie gewijzigd. De congregatie werd vanaf die datum voortgezet onder de naam dicasterie voor de Clerus.
Enige documenten van de congregatie:
- Instructie Postquam Apostoli[1], Richtlijnen voor de bevordering van een wederkerige samenwerking van particuliere kerken en speciaal voor een meer geschikte verdeling van de geestelijkheid, 25 maart 1980
- Instructie over enige vragen betreffende de medewerking van lekengelovigen aan het dienstwerk van de priesters, 15 augustus 1997
- Instructie De priester, herder en leidsman van de parochiegemeenschap, 4 augustus 2002